# اسنینتون
اسنینتون (به انگلیسی: Snainton) یک روستا و محله مدنی در بریتانیا است که در Borough of Scarborough واقع شده‌است. اسنینتون ۷۵۴ نفر جمعیت دارد.